# マリア・アレハンドラ・マリン
マリア・アレハンドラ・マリン（María Alejandra Marín、1995年11月4日 - ）は、コロンビアの女子バレーボール選手。ポジションはセッター。コロンビア代表。

## 来歴
カルタヘナ出身。InstituciónEducativaSoledadAcostade Samper（IESAS）高校を卒業後、デバリボル大学で経営学を学んでいた。
- クラブチーム

2010年にLiga Bolivarense de Voleibolへ入団しバレーボール選手としてのキャリアをスタートさせる。2016年にフランスリーグのASPTT Mulhouseへ加入した。2017年から活躍の場をブラジルリーグへ移しSão José dos Pinhais/AIELへ移籍。2018/19シーズンはSão Caetano、2019/20シーズンはCuritiba Vôlei、2020/21シーズンはSão José dos Pinhais/AIELでプレーした。2023年7月、フランスのRCカンヌへの移籍が発表され、2023/24シーズンのフランスリーグに出場した。2024年5月、フランスの
Volley Mulhouse Alsaceへの移籍が発表された。
- 代表チーム

2010年よりアンダーカテゴリー代表として同年のユース南米選手権で5位となった。2011年のインタースクール選手権で優勝した。2013年、チェコで開催されたU-20世界選手権に出場し正セッターとして活躍した。同年のボリバリアンゲームズで銅メダル獲得した。2014年、U23パンアメリカンカップにて銀メダルを獲得しベストセッター賞を受賞した。2015年にシニア代表へ初選出され、同年の南米選手権で銅メダル獲得し、自身もベストセッター賞を受賞した。2016年、ワールドグランプリより代表チームの主将を務める。また、同年にコロンビアオリンピック委員会とコロンビアバレーボール連盟よりバレーボール選手オブザイヤーに選ばれた。2017年、ワールドグランプリグループ2のベストセッター部門1位となった。2019年、南米選手権で銀メダルを獲得し自身もベストセッター賞を受賞した。2021年、南米選手権でブラジルを破る原動力となり、4大会連続となるベストセッター賞を受賞した。

## 球歴
- ワールドグランプリ - 2015年、2016年、2017年
- 南米選手権 - 2015年、2017年、2019年、2021年

## 受賞歴
- 2014年　U23 パンアメリカンカップ　ベストセッター賞
- 2015年　南米選手権 ベストセッター賞
- 2017年　南米選手権 ベストセッター賞
- 2019年　南米選手権 ベストセッター賞
- 2021年　南米選手権 ベストセッター賞

## 所属クラブ
- Liga Bolivarense de Voleibol（2010-2015年）
- San Martín de Formosa（2015-2016年）
- ASPTT Mulhouse（2016-2017年）
- São José dos Pinhais/AIEL（2017-2018年）
- São Caetano（2018-2019年）
- Curitiba Vôlei（2019-2020年）
- São José dos Pinhais/AIEL（2020-2021年）
- Volleyball Franches-Montagnes（2021-2022年）
- Volley Club Marcq-en-Barœul（2022-2023年）
- RCカンヌ（2023-2024年）
- Volley Mulhouse Alsace（2024-）